# Storå
 For alternative betydninger, se Storå (flertydig). (Se også artikler, som begynder med Storå)
Storå er Danmarks næstlængste å – med sine 104 kilometer overgås den kun af den 158 kilometer lange Gudenå. Storå udspringer i Gludsted Plantage  sydøst for Ikast, hvorfra den snor sig imellem Herning, Sunds og Ørre. Herefter løber den igennem Nybro og Hodsager til Holstebro, før udløbet i Nissum Fjord.

## Geografi
Storå er et af Danmarks største vandløb. Kun Skjern Å, Gudenå og Vidå er mere vandrige. Storå ved Holstebro by modtager vand fra et 825 km² stort opland. I dette opland er også medregnet tilløbene Vegen Å og Lægård Bæk, som begge har udløb i Storå i Holstebros bymidte.
På hver eneste af oplandets kvadratmeter falder der i løbet af året omkring 800 liter regn og sne, hvilket svarer til 80 centimeter vand. Omkring halvdelen af dette fordamper, mens den resterende del løber til Storå via grundvands- og overfladeafstrømning. Der skal altså afledes 0,4 meter x 825 km2 = 330 millioner m3 vand gennem Holstebro by hvert år. Det svarer til en gennemsnitsvandføring på 10 kubikmeter (m3) pr. sekund. De senere år er der konstateret en lille stigning i nedbøren i Vestjylland.
Holstebro by har oplevet flere oversvømmelser fra Storå gennem tiderne. Den store oversvømmelse den 18. marts 1970 var den største og skyldtes et tøbrud. Da stod vandet op i 11,30 meter over havet ved Storebro i Holstebro centrum. Mange huse og gader stod under vand i flere dage. Efter denne oversvømmelse blev Storå fra Østerbrogade til Vængerne voldsomt reguleret for at øge åens vandføringsevne. I nyere tid har der været oversvømmelser i 2007, hvor vandstanden kom op på 10,0 meter og i 2011, hvor vandstanden nåede 10,1 meter.
Den seneste oversvømmelse fandt sted den 7. december 2015, hvor en dør ind til Musikteaterets kælder brød sammen, og vand strømmede ind og ødelagde inventar for mange millioner kroner. Det lokale beredskab og Beredskabsstyrelsen pumpede vand ud af kælderen og fik derved begrænset skaderne. Vandføringen toppede ved 60 m3/sekund – seks gange normalvandføringen.
Efter Ørre nordvest for Herning er åen så bred, at der er muligheden for Kanosejlads. På stræknignen herfra og nedstrøms er der flere steder mulighed for at leje kano. I Ørre støder Sunds Nørreå samt Herningholms Å til Storåen, hvilket forøger vandføringen betydeligt. Efter byen Vemb vest for Holstebro støder Råsted Lilleå til. Nogle kilometer længere mod vest løber Storå ud i Felsted Kog, der er en del af Nissum Fjord. Nissum Fjord har afløb til Vesterhavet gennem slusen ved Torsminde.

## Plante- og dyreliv
Storå har en rig fiskebestand, der både tæller laks, ørred, stalling, helt, ål, gedde, aborre og skalle. Laksebestanden har været truet, men er siden år 2000 vokset, så der nu igen kan fiskes efter laks i storåen. Der er fanget laks på over 20 kilo i åen.

## Historie
Der har været flere oversvømmelser af Holstebro by gennem tiderne. Men den største kendte oversvømmelse indtraf den 18. marts 1970. Først på vinteren 1969-1970 var der hård frost, fulgt af et stort og længerevarende snefald. Jorden var snedækket i hele Storås opland. Midt i marts gik vinden i sydvest, temperaturen steg brat, og de ophobede snemasser smeltede meget hurtigt. Da jorden nedenunder sneen var frosset, kunne den ikke opsuge væden, så vandet strømmede ned i alle småvandløb i Storå-systemet. Som konsekvens steg vandstanden voldsomt. Der findes billeder af det oversvømmede Holstebro, hvor man sejlede rundt i små både i gaderne i byens lavere dele. På Holstebro Museum kan man se billeder af oversvømmelsen, og på Holstebro Kommunes hjemmeside kan man finde yderligere oplysninger om Storå.
Efter oversvømmelsen besluttede Holstebro Byråd, at Storå skulle reguleres på en strækning fra Vængerne vest for Holstebro og op til Vandkraftsøen. Reguleringen bestod i en uddybning af åen og en forøgelse af åens bredde. Men projektet blev ikke helt gennemført, for efter nogle år var pengene brugt, og bekymringen for oversvømmelser var aftaget. Ved Østerbrogade blev der lavet et stryg som udlignede forskellene mellem den regulerede og den ikke-regulerede bund.
I begyndelsen af december 2015 gik åen over sine breder, kort tid efter at Stormen Helga havde hærget i området. Flere dages regn fik vandstanden til at stige til 2,5 meter over normalt niveau. Borgerne i Holstebro blev opfordret til at tømme deres kældre og hente sandsække hos beredskabet for at mindske skaderne. Flere virksomheder i midtbyen blev ramt, heriblandt Musikteatret Holstebro, diskoteket Buddy Holly samt hotellet Hotel Royal.

## Vandkraft
Da Holstebro Vandkraftværk blev etableret i 1941 opstod den 2,5 kilometer lange Vandkraftsø.

## Sejlads
Storå er blevet åbnet for kanosejlads i perioden 1. juni til 31. oktober. Der er med cirka 10 kilometers mellemrum etableret rastepladser. I Herning og Holstebro kan man leje kanoer gennem turistkontorerne.